# Stora Snöån
Stora Snöån är en småort i Norrbärke socken i Smedjebackens kommun i Dalarnas län.